# Genoveva Martínez
Diana Genoveva Martínez Noriega (Ciudad de México, Siglo XX) o más conocida como Genoveva Martínez, es una productora y guionista mexicana de televisión.

## Biografía
Genoveva Martínez se recibió como licenciada en Ciencias de la Comunicación en Universidad Anáhuac en México y tiene una maestría en Comunicación en la Universidad de Míchigan. Fue titular del departamento de Investigación de la unidad de televisión educativa de la Secretaría de Educación Pública (SEP).
En la televisión comercial inició su carrera a través de TV Azteca, teniendo como primer cargo la dirección del departamento de Analisís Literario de Azteca Novelas, durante la gestión de Elisa Salinas. Su primera producción fue la serie de antología, El poder del amor en 2003, además de tener a cargo Lo que callamos las mujeres (2003–2010). De ahí, siguieron otras producciones, en su mayoría series de antología y otras como miniseries, series y telenovelas, entre las más destacadas como Tan infinito como el desierto (2004), La vida es una canción (2004–2007), Ni una vez más (2005–2006), De nuevo en pie (2005), Se busca un hombre (2007–2008), Alma legal (2008), Cachito de mi corazón (2008), A cada quien su santo (2008–2011) y la segunda parte de Quiéreme tonto (2010), bajo el nombre de Quiéreme. En 2009, además de ser productora, fue consultora de producción de la telenovela Mujer comprada (2009–2010), producida por Rafael Urióstegui.
En 2010, Martínez migra a Grupo Televisa para colaborar en el área de producción y entretenimiento, coproduciendo el programa de divulación médica Los Doctores (2010), con Carla Estrada. A finales de ese año, se lleva a más de la mitad de su equipo de producción para la producción de la serie de antología Como dice el dicho (2011–2025), la cual, se ha mantenido en emisión por más de diez años. Además de Como dice el dicho, en 2018 inició la producción de Esta historia me suena (2019–presente), serie de antología que tiene el mismo formato con el que trabajo en TV Azteca con La vida es una canción.

## Filmografía
| Año       | Título                              | Cargo                    | Empresa productora | Notas                                                       |
| --------- | ----------------------------------- | ------------------------ | ------------------ | ----------------------------------------------------------- |
| 2003      | El poder del amor                   | Productora ejecutiva     | TV Azteca          | Serie de antología; 70 episodios.                           |
| 2003–2010 | Lo que callamos las mujeres         | Productora ejecutiva     | TV Azteca          | Serie de antología; temporadas 4-11.                        |
| 2004      | Tan infinito como el desierto       | Productora ejecutiva     | TV Azteca          | Miniserie; 10 episodios.                                    |
| 2004–2007 | La vida es una canción              | Productora ejecutiva     | TV Azteca          | Serie de antología; temporadas 1-3.                         |
| 2005–2006 | Ni una vez más                      | Productora ejecutiva     | TV Azteca          | Serie de televisión; temporadas 1-2.                        |
| 2005      | De nuevo en pie                     | Productora ejecutiva     | TV Azteca          | Miniserie; 10 episodios.                                    |
| 2006      | Si se puede                         | Productora ejecutiva     | TV Azteca          | Serie de televisión; 17 episodios.                          |
| 2006      | Todos los niños, todos los derechos | Productora ejecutiva     | TV Azteca          | Miniserie; 10 episodios.                                    |
| 2007      | La justicia tiene voz               | Productora ejecutiva     | TV Azteca          | Miniserie; 10 episodios.                                    |
| 2007–2008 | Se busca un hombre                  | Productora ejecutiva     | TV Azteca          | Telenovela; 260 episodios.                                  |
| 2007–2008 | Cambio de vida                      | Productora ejecutiva     | TV Azteca          | Serie de antología; 145 episodios.                          |
| 2008      | El sexo fuerte                      | Productora ejecutiva     | TV Azteca          | Serie de televisión; 65 episodios.                          |
| 2008      | Camino a la felicidad               | Productora ejecutiva     | TV Azteca          | Miniserie; 5 episodios.                                     |
| 2008      | Alma legal                          | Productora ejecutiva     | TV Azteca          | Serie de televisión; 20 episodios.                          |
| 2008      | Cachito de mi corazón               | Productora ejecutiva     | TV Azteca          | Serie de televisión; 40 episodios.                          |
| 2008–2011 | A cada quien su santo               | Productora ejecutiva     | TV Azteca          | Serie de antología; 400 episodios.                          |
| 2009–2010 | Mujer comprada                      | Consultora de producción | TV Azteca          | Telenovela; 140 episodios.                                  |
| 2011–2025 | Como dice el dicho                  | Productora ejecutiva     | TelevisaUnivision  | Serie de antología; 1120 episodios.                         |
| 2012-2013 | Los Doctores                        | Productora ejecutiva     | TelevisaUnivision  | Programa de televisión; con Carla Estrada y Reynaldo López. |
| 2019–2023 | Esta historia me suena              | Productora ejecutiva     | TelevisaUnivision  | Serie de antología; 138 episodios.                          |

## Premios y nominaciones

### Premios TVyNovelas
| Año  | Categoría                           | Producción             | Resultado | Ref.          |
| ---- | ----------------------------------- | ---------------------- | --------- | ------------- |
| 2013 | Mejor programa de entretenimiento   | Como dice el dicho     | Nominada  | [ 37 ] [ 38 ] |
| 2014 | Mejor programa unitario             | Como dice el dicho     | Nominada  | [ 39 ]        |
| 2015 | Mejor programa unitario             | Como dice el dicho     | Ganadora  | [ 40 ]        |
| 2016 | Mejor programa unitario             | Como dice el dicho     | Ganadora  | [ 41 ]        |
| 2017 | Mejor programa unitario             | Como dice el dicho     | Ganadora  | [ 42 ]        |
| 2018 | Mejor programa unitario             | Como dice el dicho     | Nominada  | [ 43 ] [ 44 ] |
| 2019 | Mejor programa unitario dramatizado | Como dice el dicho     | Nominada  | [ 45 ]        |
| 2020 | Mejor programa unitario dramatizado | Como dice el dicho     | Nominada  | [ 46 ]        |
| 2020 | Mejor programa unitario dramatizado | Esta historia me suena | Nominada  | [ 46 ]        |

### Premios Bravo
| Año  | Categoría               | Producción         | Resultado | Ref.   |
| ---- | ----------------------- | ------------------ | --------- | ------ |
| 2014 | Mejor programa unitario | Como dice el dicho | Ganadora  | [ 47 ] |
| 2015 | Mejor programa unitario | Como dice el dicho | Ganadora  | [ 48 ] |

### Otros premios y reconocimientos
- Premio anual Mujer y publicidad 2011 por el episodio «El momento más oscuro es antes del amanecer», de Como dice el dicho.[49]